# Wilhelm von Kobell

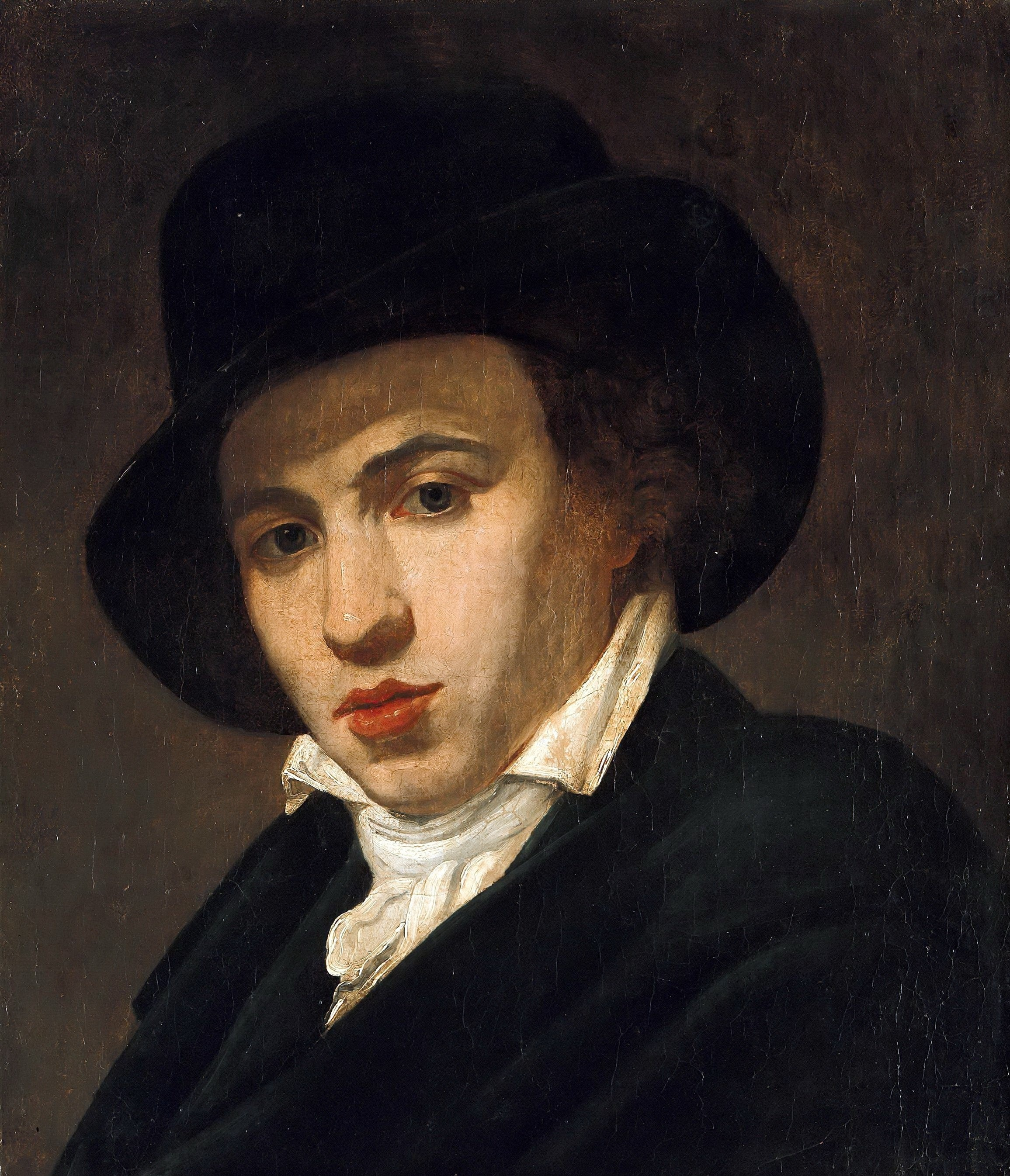
Selbstbildnis mit Hut (um 1800), Berlin.

Wilhelm Alexander Wolfgang Kobell oder Kobel, ab 1817 Ritter von Kobell (* 6. April 1766 in Mannheim; † 15. Juli 1853 in München), war ein deutscher Landschafts-, Tier- und Schlachtenmaler.

## Biografie

### Herkunft

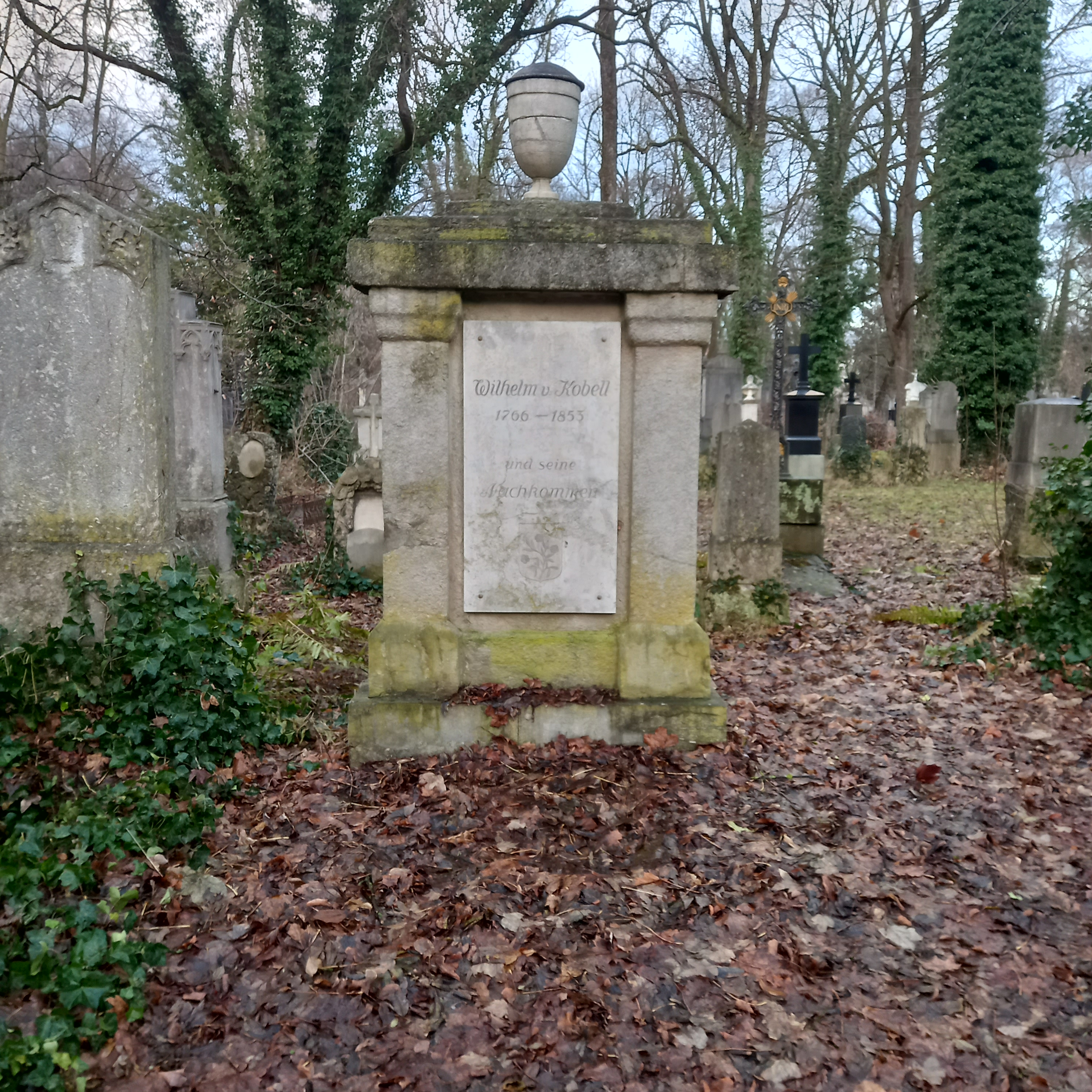
Das Grab von Wilhelm von Kobell auf dem Alten Südlichen Friedhof in München

Kobell wuchs im Künstler- und Beamtenmilieu der kurpfälzischen Residenzstadt Mannheim auf, eines Kulturzentrums ersten Ranges im damaligen Deutschland. Seine Eltern waren der Landschaftsmaler und Radierer Ferdinand Kobell (1740–1799), der seine Ausbildung 1768–1770 in Paris abschloss, und die Hofratstochter Maria Anna Lederer (1744–1820) aus Düsseldorf. Die Familie Kobell stammte aus Hessen. Ein Bruder des Vaters war der Landschaftszeichner Franz Kobell (1749–1822), der sich 1776–1784 in Rom aufhielt. Von einem nach Rotterdam ausgewanderten Großonkel Wilhelms stammten holländische Kunstschaffende ab, etwa der Marinemaler Hendrik Kobell (1751–1779).

### Ausbildung in Mannheim

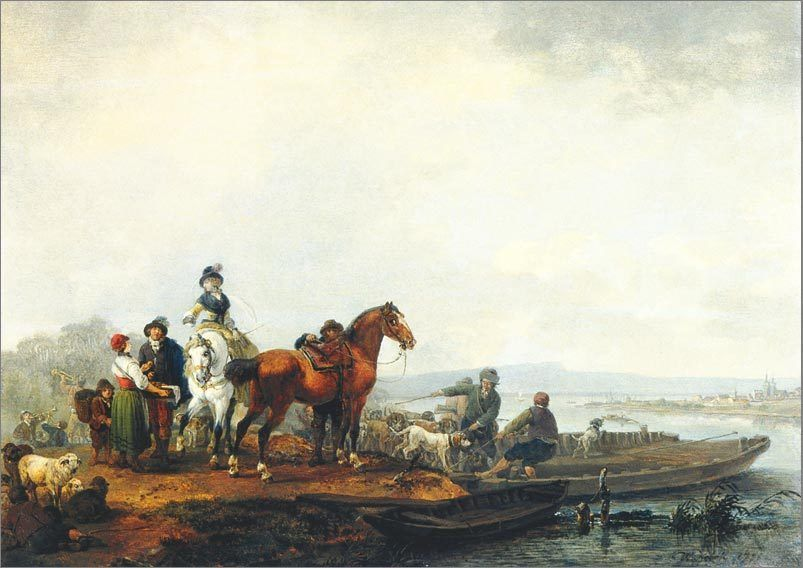
Jagdgesellschaft am Fährplatz (1791), Schweinfurt.

Der Vater leitete die künstlerische Ausbildung Wilhelms. Daneben besuchte dieser um 1780–1784 die Mannheimer Zeichnungsakademie. 1786–1789 arbeitete er in der väterlichen Werkstatt, erhielt aber auch bereits selber Aufträge. Damals entstanden erste Aquarelle mit Landschaftsdarstellungen, Porträts von Familienmitgliedern und Freunden sowie Reproduktionen von Gemälden niederländischer Meister (unter anderen Philips Wouwerman) in Aquatintamanier. Kobell zeichnete viel in freier Natur. Neben der niederländischen Malerei des 17. Jahrhunderts dürfte ihn laut Wichmann jene des 18. Jahrhunderts, aber auch die zeitgenössische Kunst, insbesondere Englands, beeinflusst haben. Die Entwicklung seiner zeichnerischen Handschrift habe schon früh angedeutet, dass er „zu den bedeutendsten Künstlern des ausgehenden 18. Jahrhunderts“ gehören werde.

### Übersiedlung nach München
Kurfürst Karl Theodor von der Pfalz war seit 1777 auch Kurfürst von Bayern. Viele Pfälzer Beamte wurden darum in das kulturell rückständige München versetzt. Wer nicht musste, blieb aber lieber im aufgeklärten Mannheim. Kobell besuchte die bayerische Residenzstadt erstmals 1789. 1791 versprach ihm Karl Theodor ein Stipendium von 400 Gulden für geplante Reisen nach Italien und England, und die Berliner Akademie ernannte ihn zum auswärtigen Mitglied. Weil 1792 der Erste Koalitionskrieg ausbrach, musste er auf die erwähnten Reisen verzichten. Er fuhr erneut nach München und wurde vom Kurfürsten als Hofmaler mit einem Jahresgehalt von 500 Gulden dorthin berufen. 1793 übersiedelte er mit seinem jüngeren Bruder Egid in die bayerische Residenzstadt, wo die beiden die nächsten vier Jahre zusammen wohnten. In den 1790er Jahren entstanden Strichätzungen in der Aberlischen Manier, die zum Teil mit Aquarell so perfekt koloriert wurden, dass man sie leicht mit Zeichnungen verwechseln kann.
In München heiratete Kobell 1797 Marianna von Krempelhuber (1775–1839), deren Vater Sebastian (1739–1818) Landesdirektionsrat war. Ihre Mitgift ermöglichte ihm ein gesichertes Leben. Auch verkaufte er Werke an Händler und Fürsten, so 1798 an Karl Theodors künftigen Erben, Herzog Max Joseph von Pfalz-Zweibrücken. Bis 1807 gebar Marianna zwei Söhne und drei Töchter. Nach der Heirat verbrachte Kobell die Sommermonate auf Schloss Emming (an der Stelle der heutigen Abtei St. Ottilien), das dem Schwiegervater gehörte, durchwanderte die oberbayerische Hochebene und malte dort Landschaften mit Vieh, Landleuten, Jägern und Reitern.
Wegen des Krieges übersiedelte 1794 auch Kobells Vater Ferdinand mit dem Rest der Familie nach München. 1798 wurde er von Karl Theodor zum Direktor der kurpfalzbayerischen Gemäldegalerie ernannt, die 1795 aus Düsseldorf evakuiert worden war. Doch starb er schon 1799.

### Schlachtenmaler

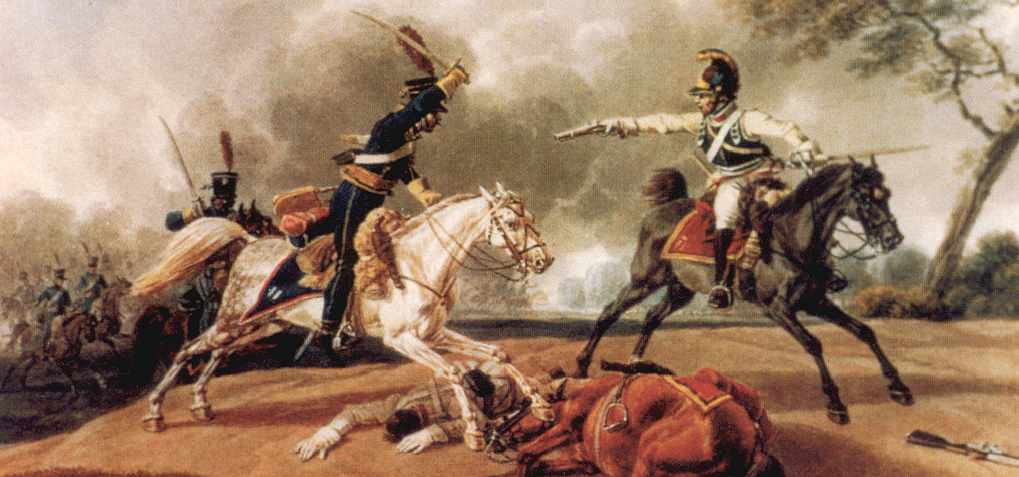
Französische Husaren und österreichischer Kürassier (1806), Mannheim (Ausschnitt).

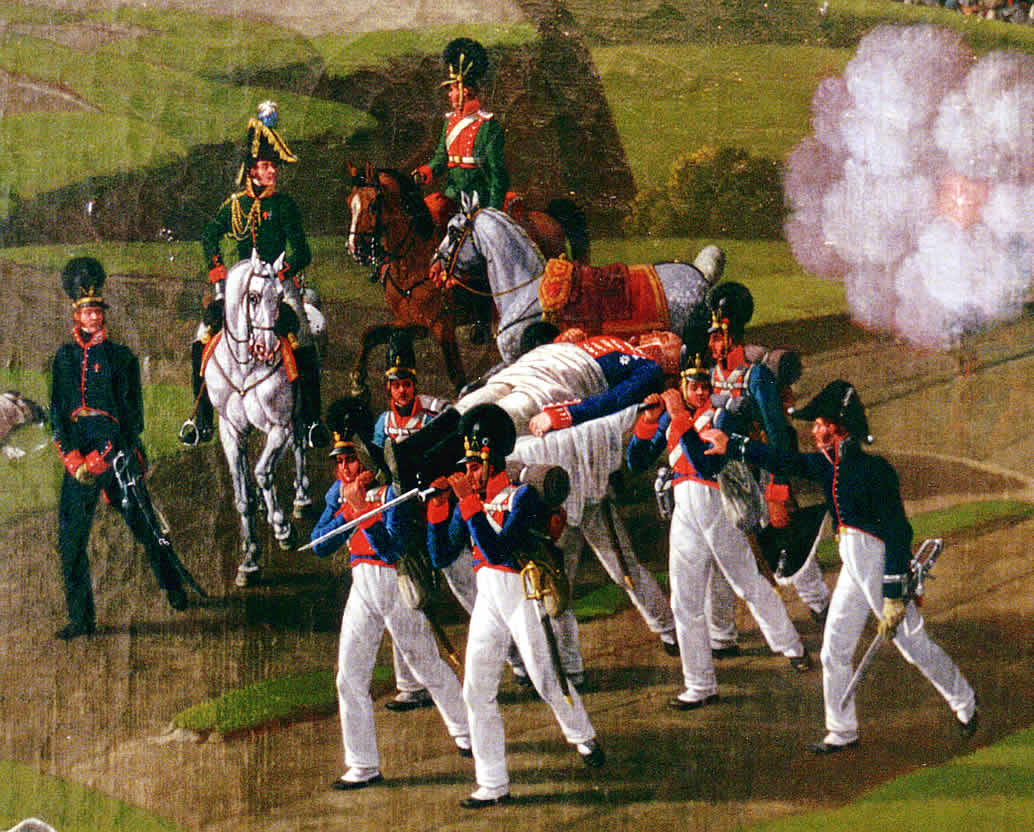
Bergung des tödlich verwundeten Generals der Infanterie Deroy. Detail aus: Schlacht bei Polozk, 18. August 1812 (1813), München.

Die Zeitumstände boten dem Landschafts- und Tiermaler Kobell als weiteres Sujet das Militär an. In Mannheim und später auch in München sah er neben einheimischen österreichische und französische Truppen. Im Zweiten Koalitionskrieg besetzte Moreau 1800 die Staaten Max Josephs (1799–1825), der sich wie sein Vorgänger den Gegnern Frankreichs angeschlossen hatte. Schließlich besiegte der französische General Österreicher und Bayern bei Hohenlinden. In der Folge wurde das Kurfürstentum – durch Montgelas einer Revolution von oben unterzogen, mit dem Segen Napoleons vergrößert und zum Königreich erhoben – ein Satellitenstaat Frankreichs.
Nachdem Kobell zunächst Szenen aus dem Soldatenleben gemalt hatte, bestellte Max Joseph bei ihm 1806 als Geschenk für Marschall Berthier sieben Darstellungen der Siege Napoleons über die im Dritten Koalitionskrieg (1805) in Bayern eingefallenen Österreicher. Nachdem der Künstler diese Gemälde 1807 ausgestellt hatte, beauftragte ihn Kronprinz Ludwig (I.) mit der Ausführung größerformatiger Werke, welche die Waffentaten der Bayern für und – nach der Niederlage in Russland (1812) – gegen Napoleon verherrlichen sollten. Dabei war Ludwig alles andere als ein großer Feldherr, an der wichtigsten Schlacht mit Beteiligung der Bayern (jener bei Wagram) nahm er nicht einmal persönlich teil. Der Zyklus von insgesamt zwölf Gemälden beschäftigte Kobell bis 1816/17. Seine Schlachtenbilder sind das Ergebnis umfangreicher Recherchen und zeichnen sich durch bemerkenswerten Realismus aus. Sie haben Quellenwert für die Militärgeschichte und die Uniformkunde. Auch sind darauf historische Persönlichkeiten dargestellt.
1808 ernannte die Wiener Akademie Kobell zum Ehrenmitglied. Die Professur für Landschaftsmalerei an der neu gegründeten Münchner Akademie hingegen erhielt Johann Georg von Dillis (1759–1841). Kobell und sein Onkel Franz wurden dafür Mitglieder eines Komitees zur Verwaltung der bayerischen Kunstschätze. Den Sommer 1809 verbrachte Kobell in Wien, den Winter 1809/10 in Paris mit seinem Bruder Egid, der sich in diplomatischer Mission dort aufhielt.

### Vom Klassizismus zum Biedermeier

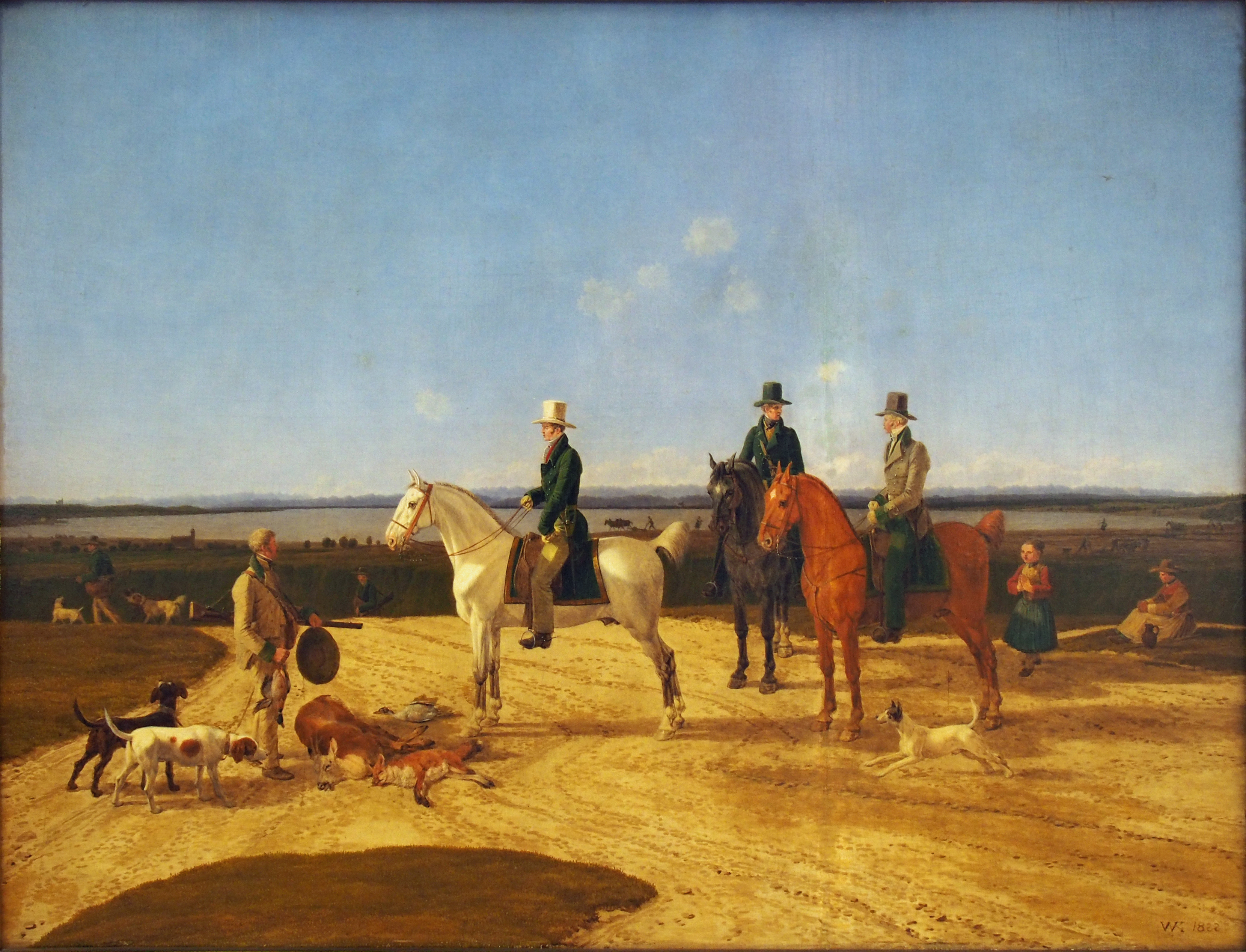
Drei Jäger, die Strecke besichtigend (1822), Weimar.

Im Vormärz, vor allem unter dem repressiven Regime Ludwigs I. (1825–1848), wandelte sich Kobells Stil von einem romantisierenden Klassizismus zu einem erstarrten Biedermeier. Auf den Bildern dieser Schaffensperiode zeigen die Ebenen Bayerns ihre ganze Kargheit, wachsen die berittenen Edelleute mit ihren Zylinderhüten (wie auch ihre Schatten) in die Länge.
1814–1826 war Kobell als Nachfolger von Dillis Professor der Landschaftsmalerei an der Münchner Akademie. Mit 60 Jahren wurde er pensioniert. 1817 erhielt er das Ritterkreuz des Zivilverdienstordens und damit den persönlichen Adel, was seine jüngeren Brüder Egid und Franz schon 1809 geschafft hatten, 1833 – auf sein viertes Gesuch hin – den erblichen Adel.
Im Alter ließ der „hagere, hochgewachsene Mann mit blassem, freundlichen Gesicht“ laut Eisenhart Palette und Grabstichel ruhen und kolorierte winzige Zeichnungen.

### Einflussreiche Brüder
Kobell war in München gut vernetzt: Sein älterer Bruder Innozenz (1765–1818) gehörte dem obersten Gericht Bayerns an. Sein jüngerer Bruder Egid (1772–1847) war 35 Jahre lang Sekretär der Regierung, dazu Oberaufseher des vom König 1817 erworbenen Landsitzes Tegernsee. 1834 wurde er Mitglied der Regentschaft von Griechenland, 1835 Gesandter in Athen, 1836 wirklicher Staatsrat. Im Amt des Generalsekretärs des Staatsrats folgte ihm Wilhelms und Mariannas jüngerer Sohn Sebastian (1801–1875), der es 40 Jahre lang ausübte. Wilhelms jüngster Bruder Franz (1779–1850) schließlich war Generalsekretär des Staatsministeriums des Innern, Vater des Mineralogen und Mundartdichters Franz von Kobell (1803–1882) und Großvater der Schriftstellerin Luise von Kobell verheirateten von Eisenhart (1827–1901).
Wilhelm Kobell starb 1853 im Alter von 87 Jahren in München.

## Grabstätte

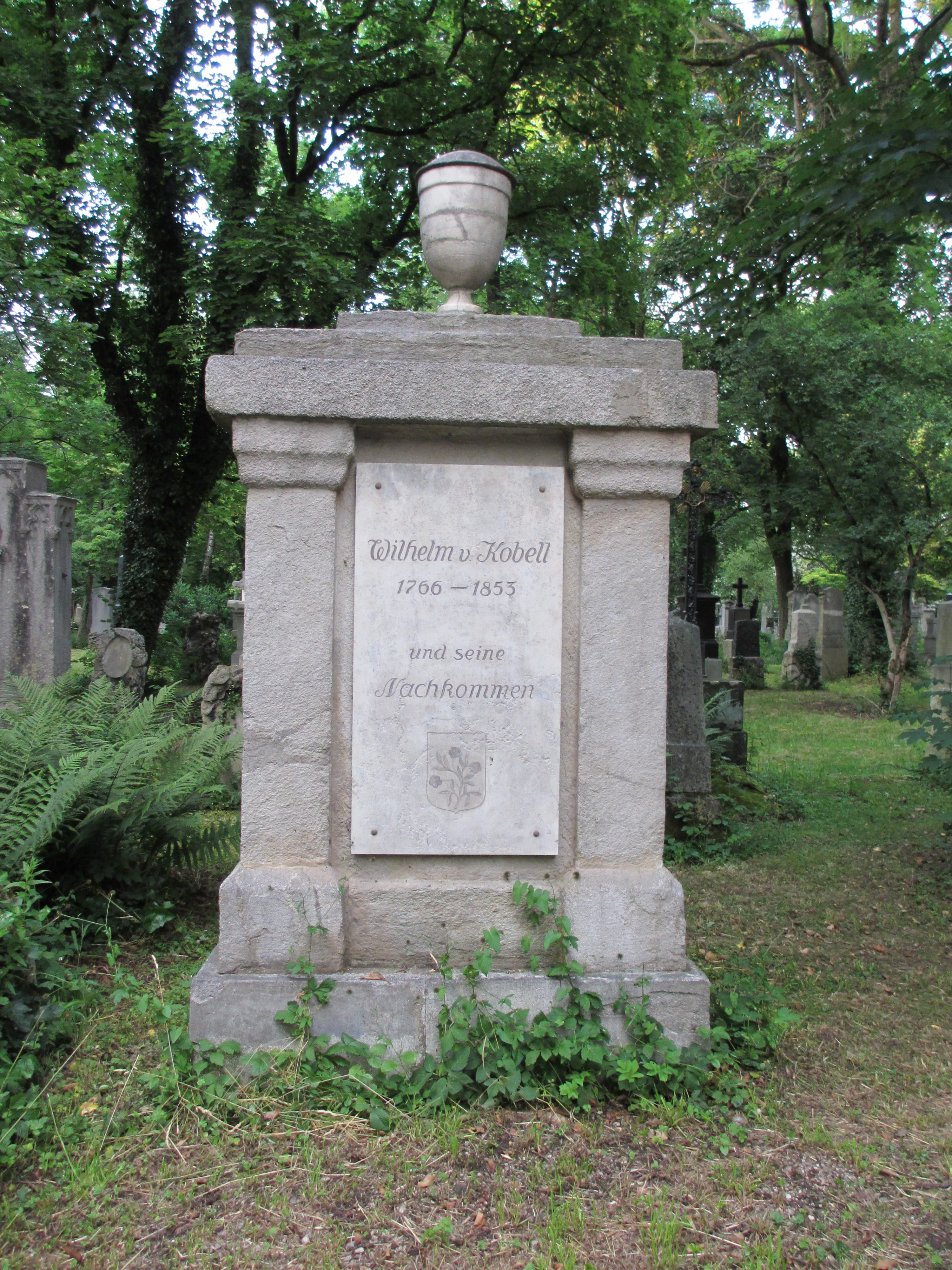
Grab von Wilhelm Kobell auf dem Alten Südlichen Friedhof in München

Die Grabstätte von Wilhelm Kobell befindet sich auf dem Alten Südlichen Friedhof in München (Gräberfeld 23 – Reihe 13 – Platz 20/21) Standort.

## Galerie

### Landschafts- und Tierbilder bis 1799

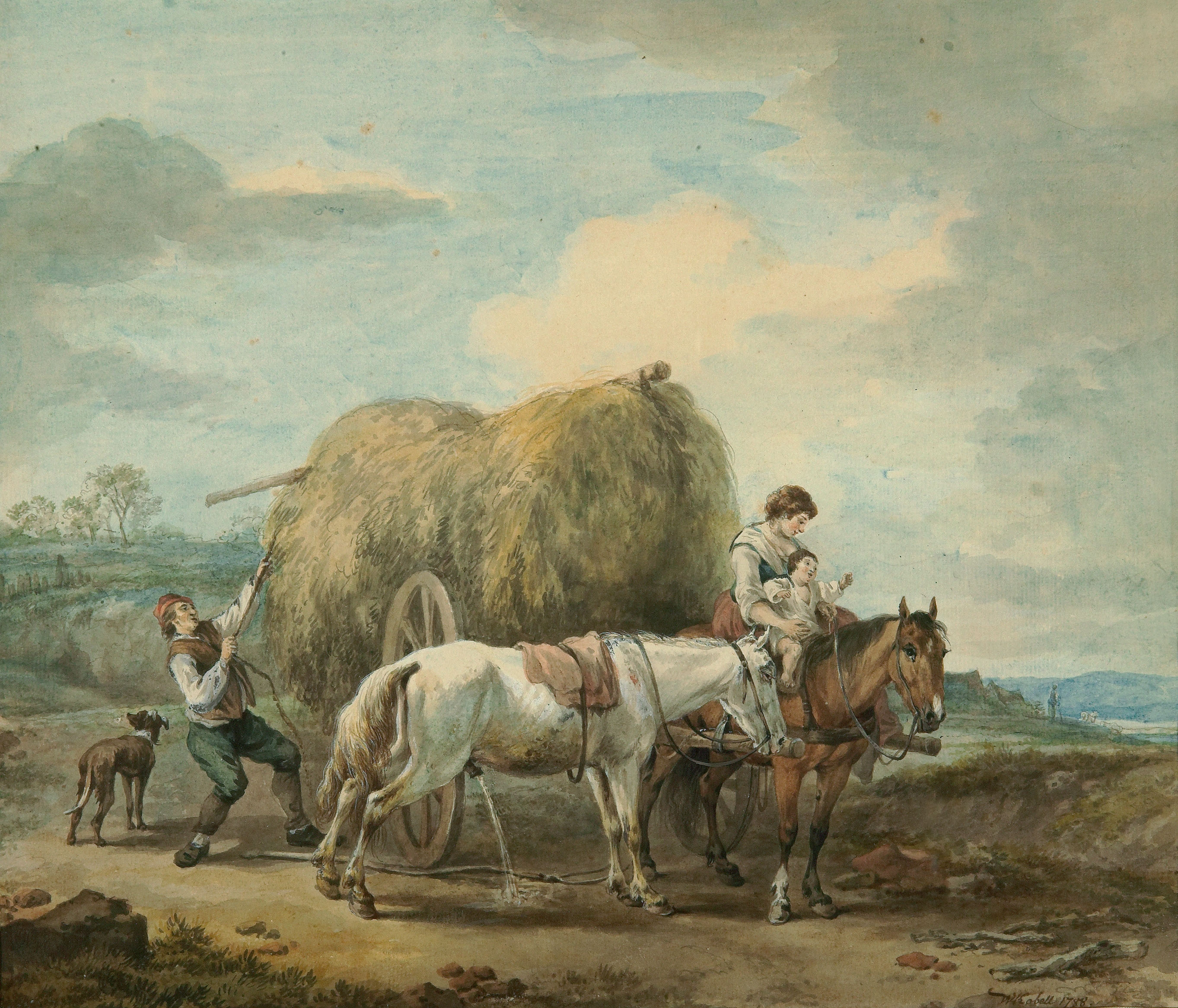
Heuwagen (1788).
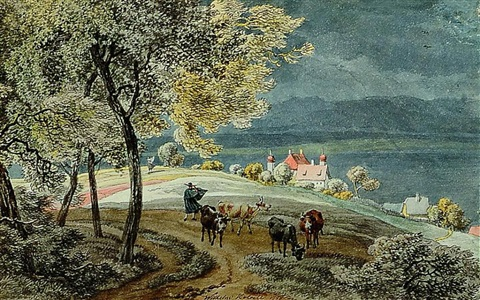
Aufziehendes Gewitter über Ammerland (1798).
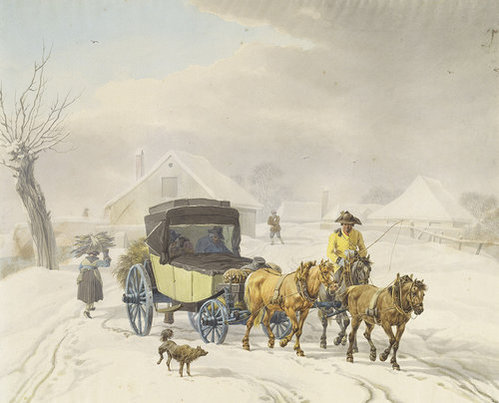
Postkutsche im Winter (um 1798), Frankfurt am Main.

### Landschafts- und Tierbilder 1800–1809

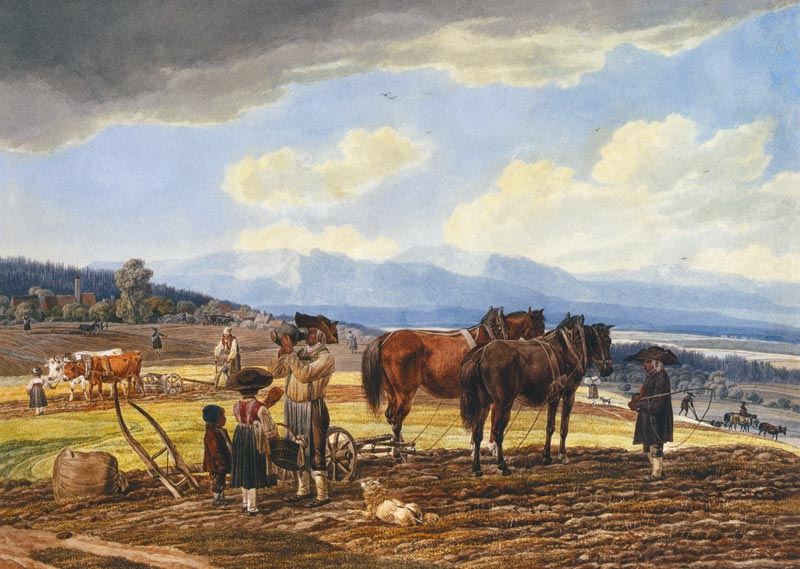
Rast beim Pflügen (1800), Schweinfurt.
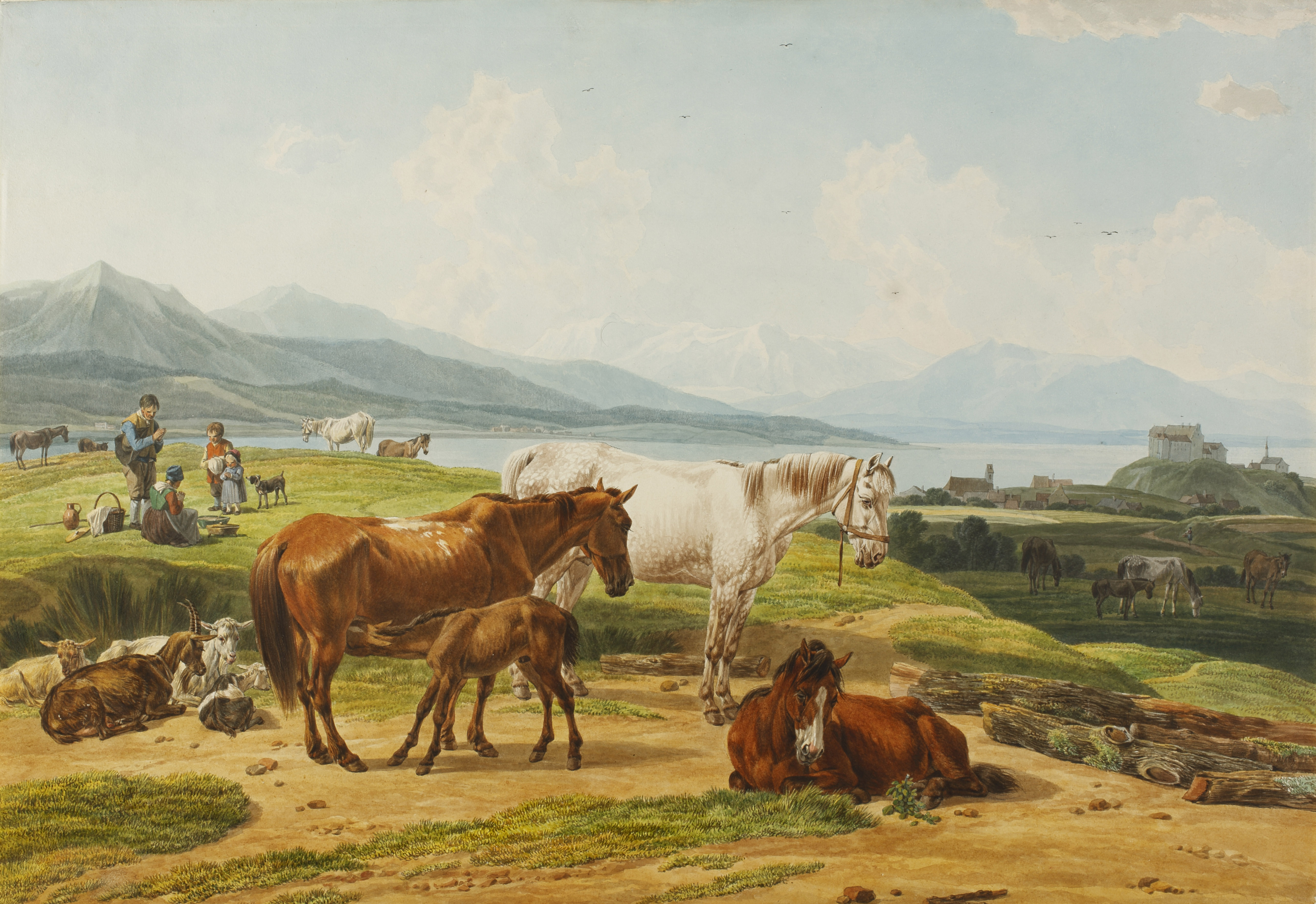
Alpensee und Weide mit Pferden (nach 1800), Darmstadt.
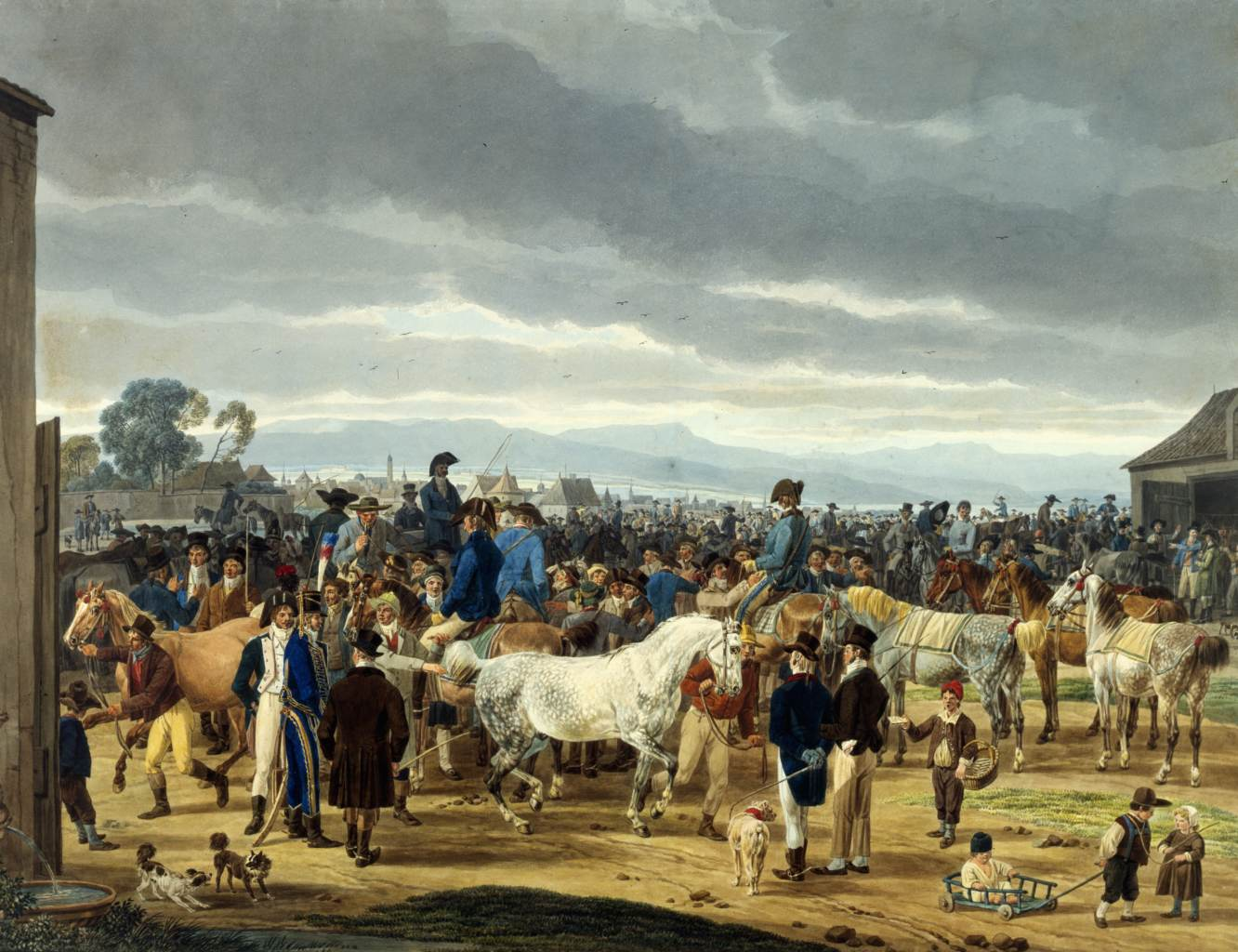
Pferdemarkt (1802), Frankfurt am Main.
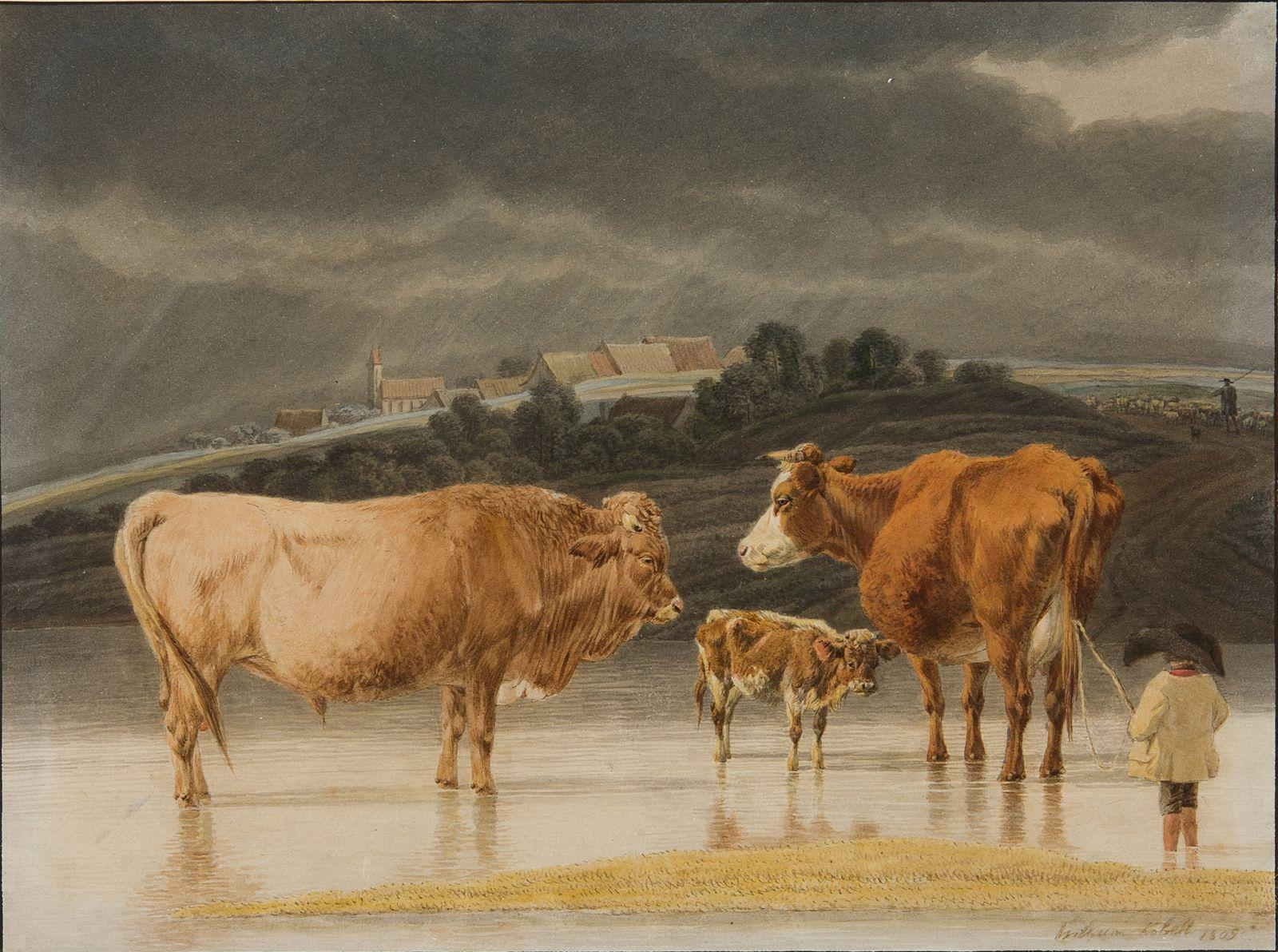
Rinderherde am Isarufer bei Oberföhring (1809).

### Landschafts- und Tierbilder 1810–1819

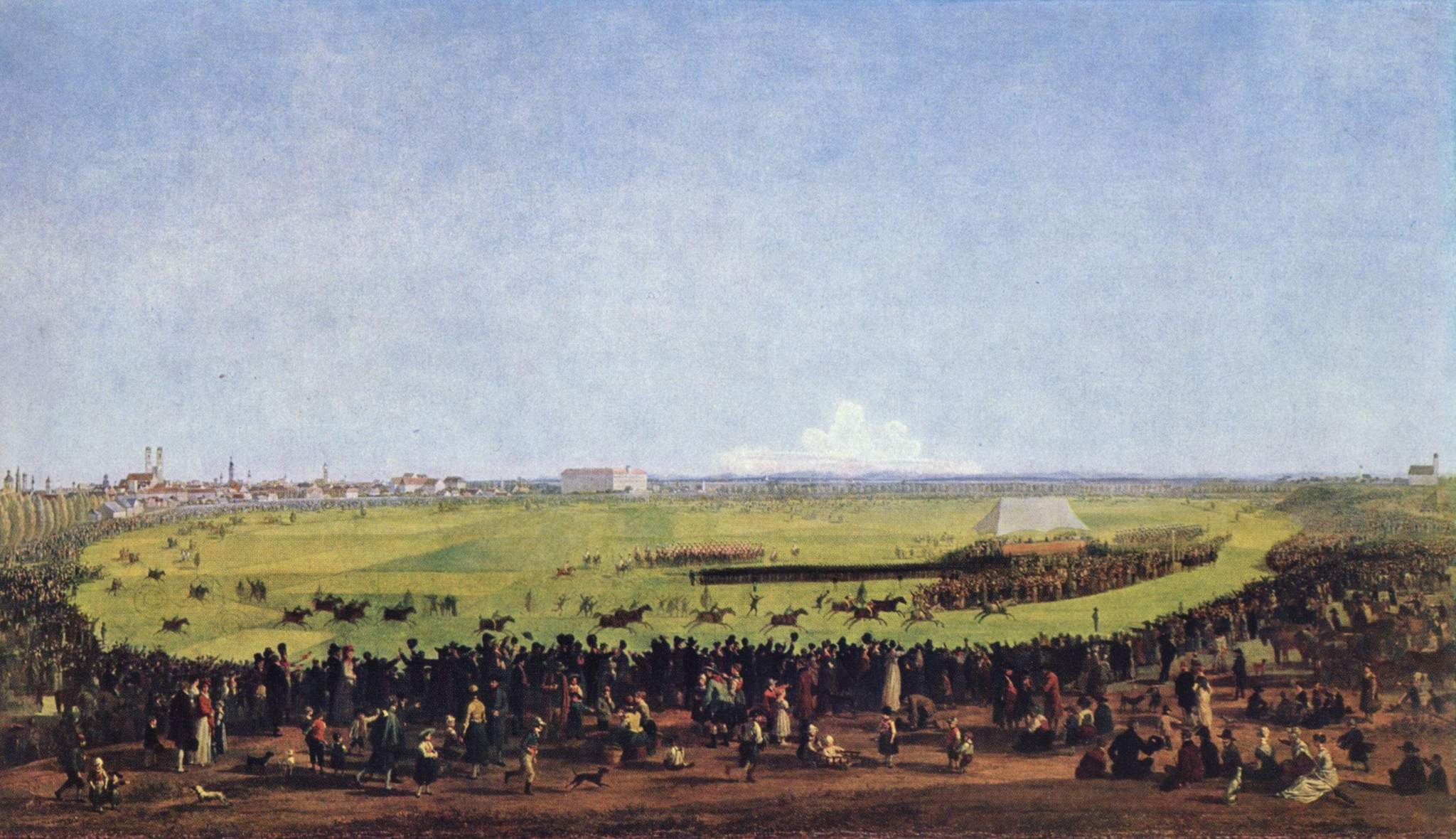
Erstes Oktoberfest, 1810 (1811), München.
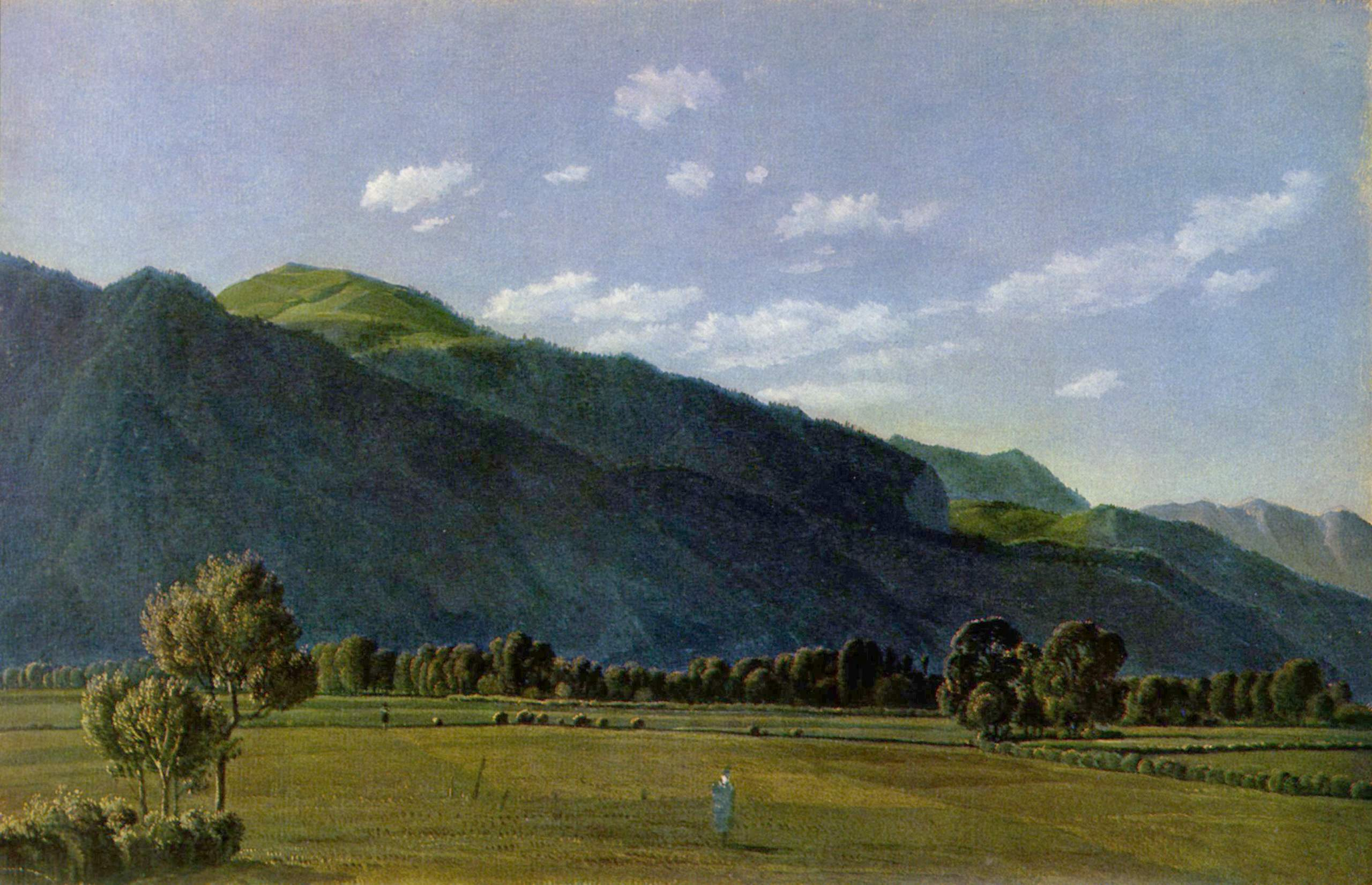
Das Tal von Kreuth (um 1817), München.
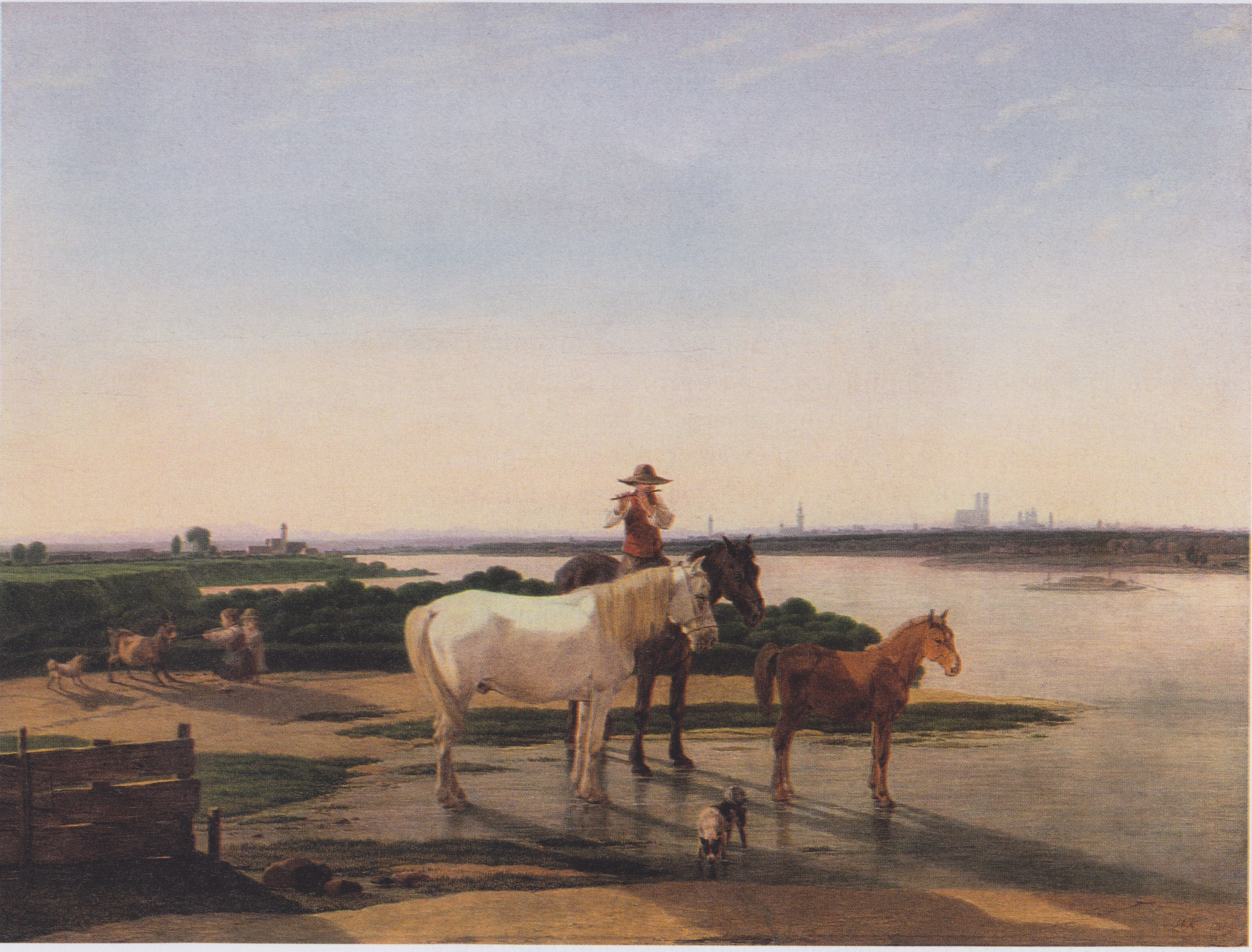
Isarlandschaft (1819), München.

### Landschafts- und Tierbilder 1820–1829

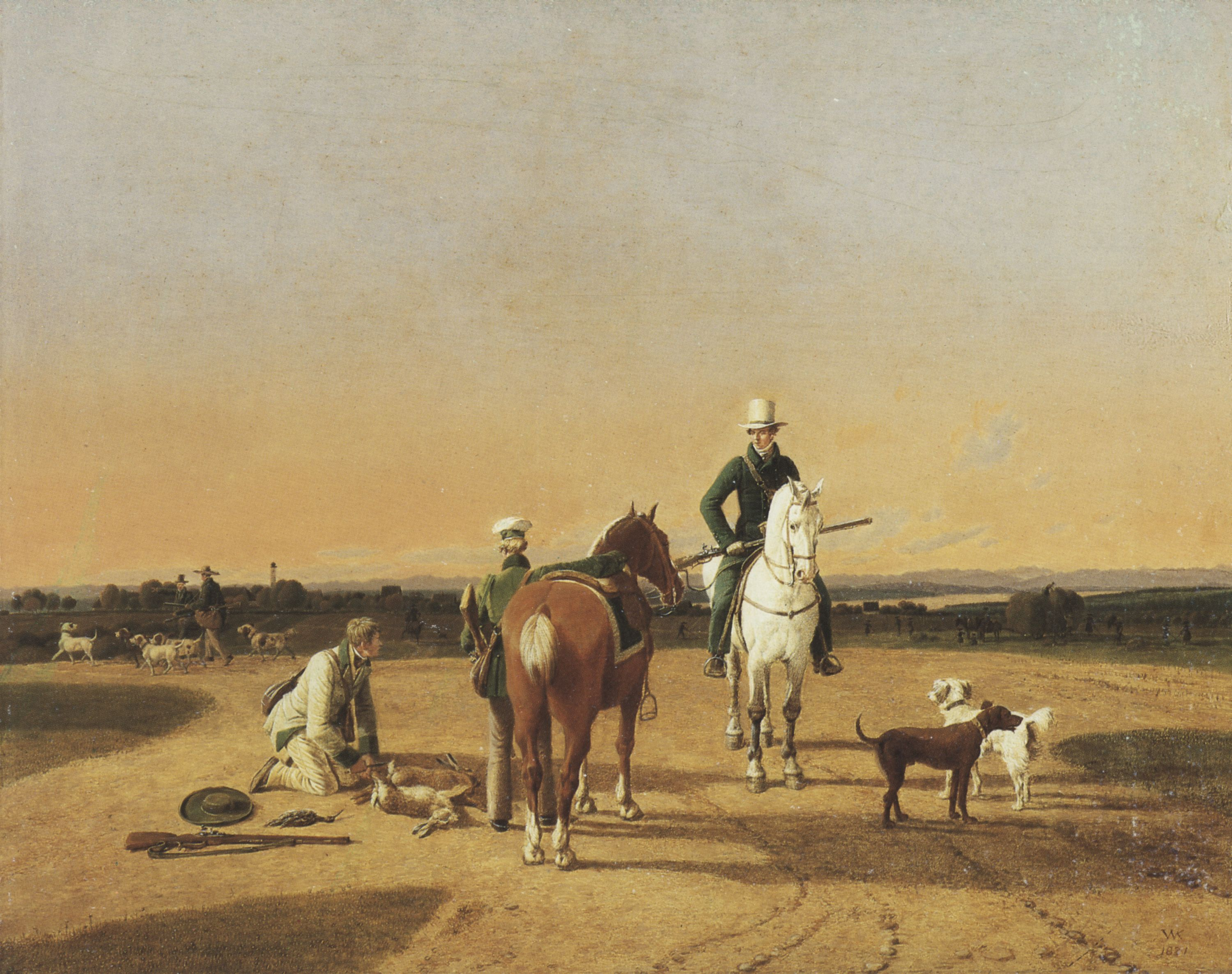
Jäger mit Jagdbeute (1821).
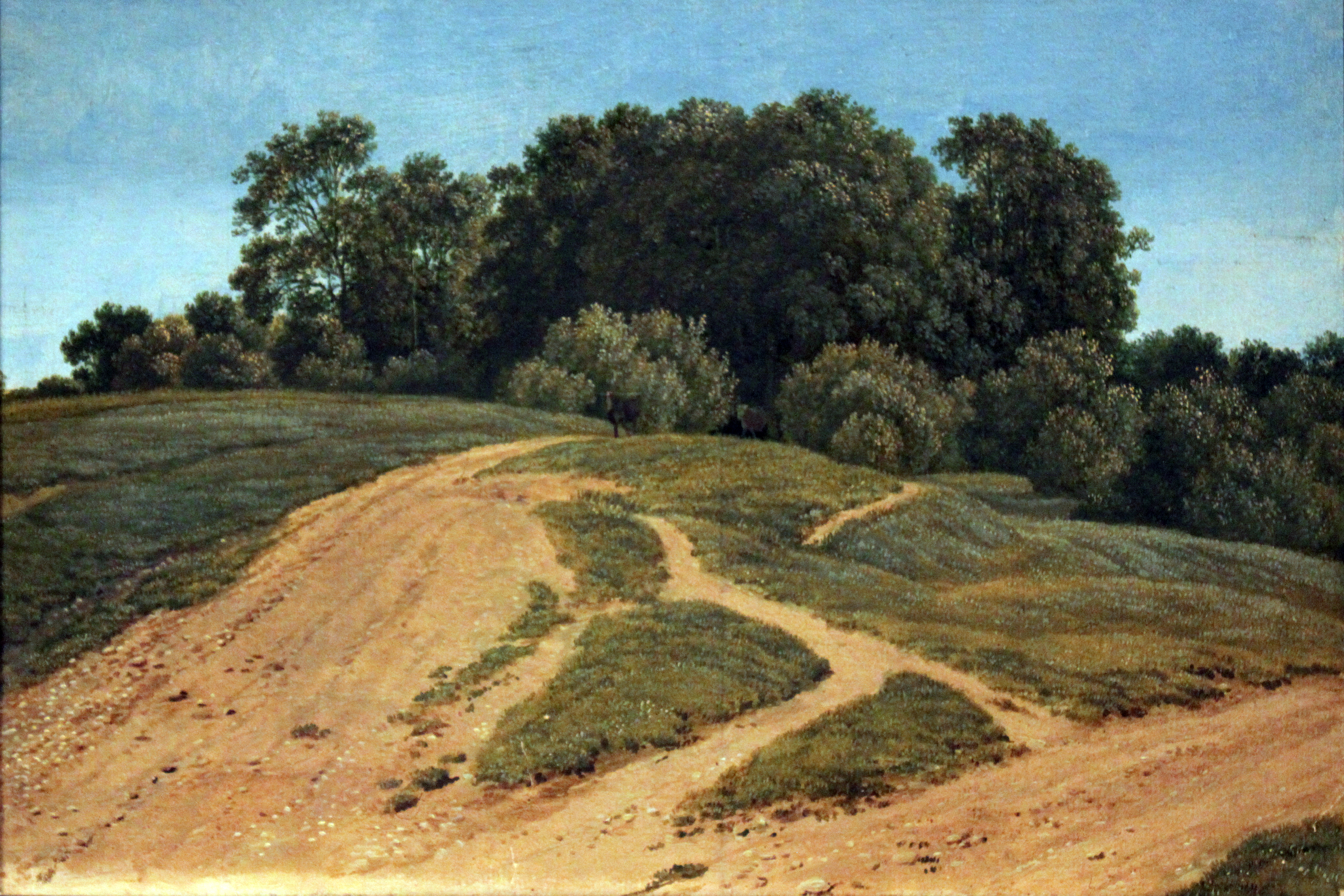
Feldweg (um 1821), Hamburg.
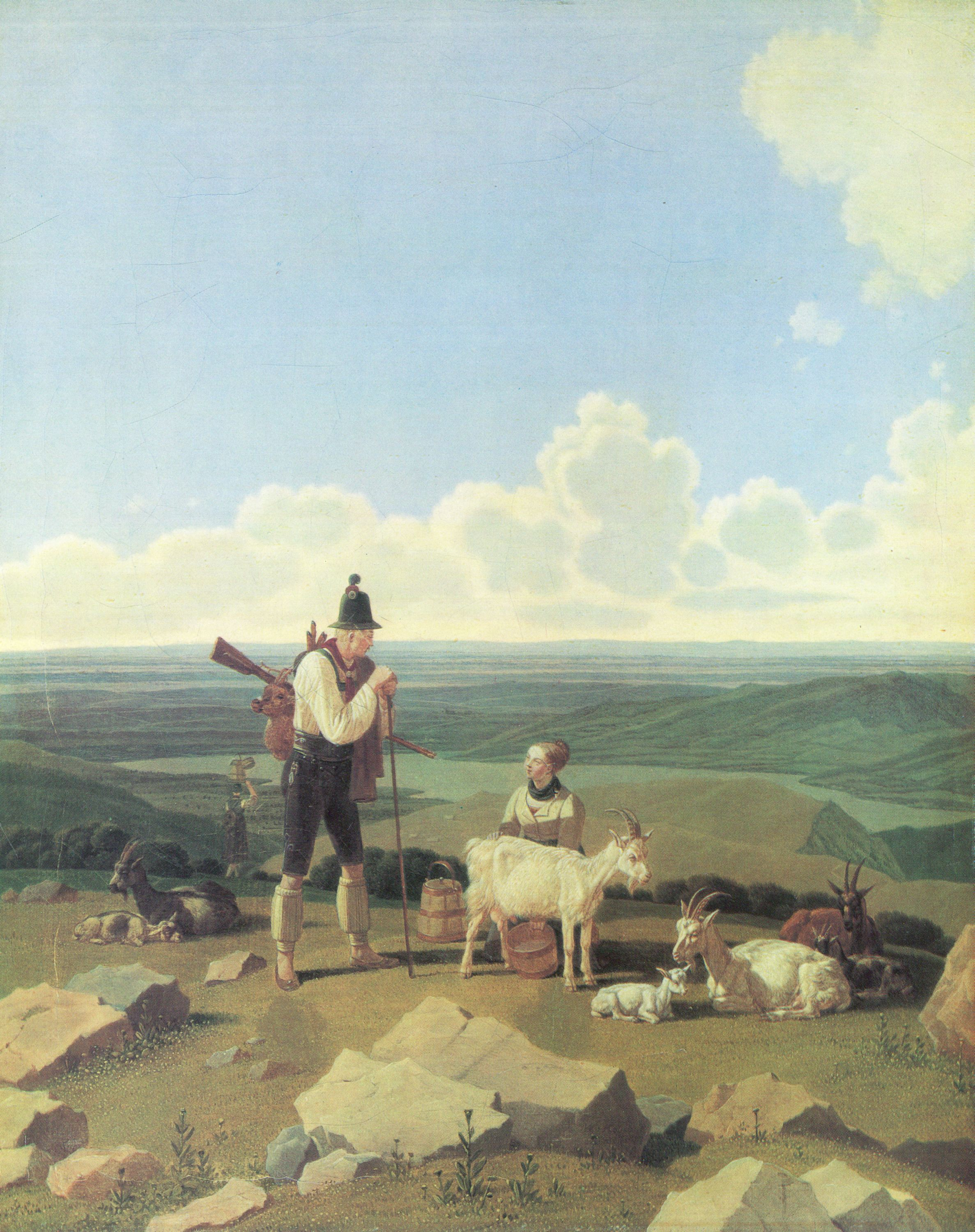
Der Gemsenjäger (1826), Hamburg.
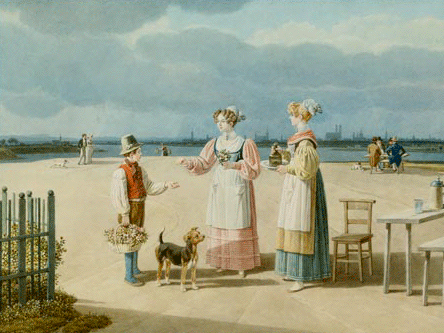
Terrasse bei Föhring (um 1827), München.

### Landschafts- und Tierbilder nach 1830

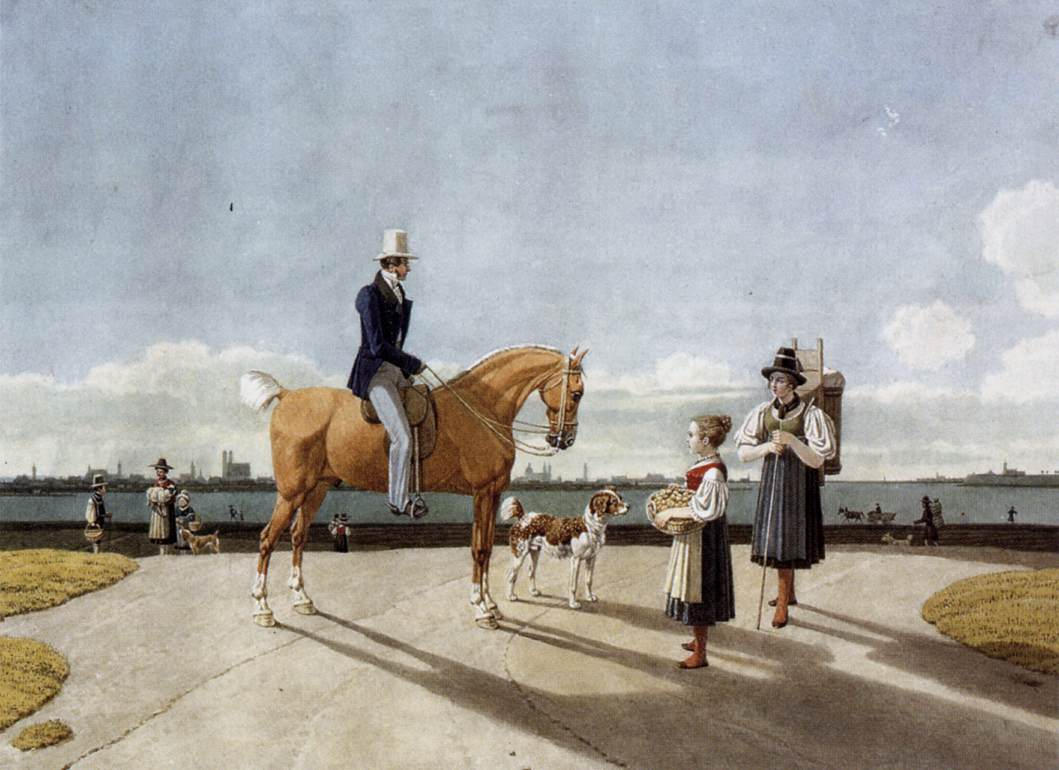
Herrenreiter und Landmädchen am Isarufer (1831), Berlin.
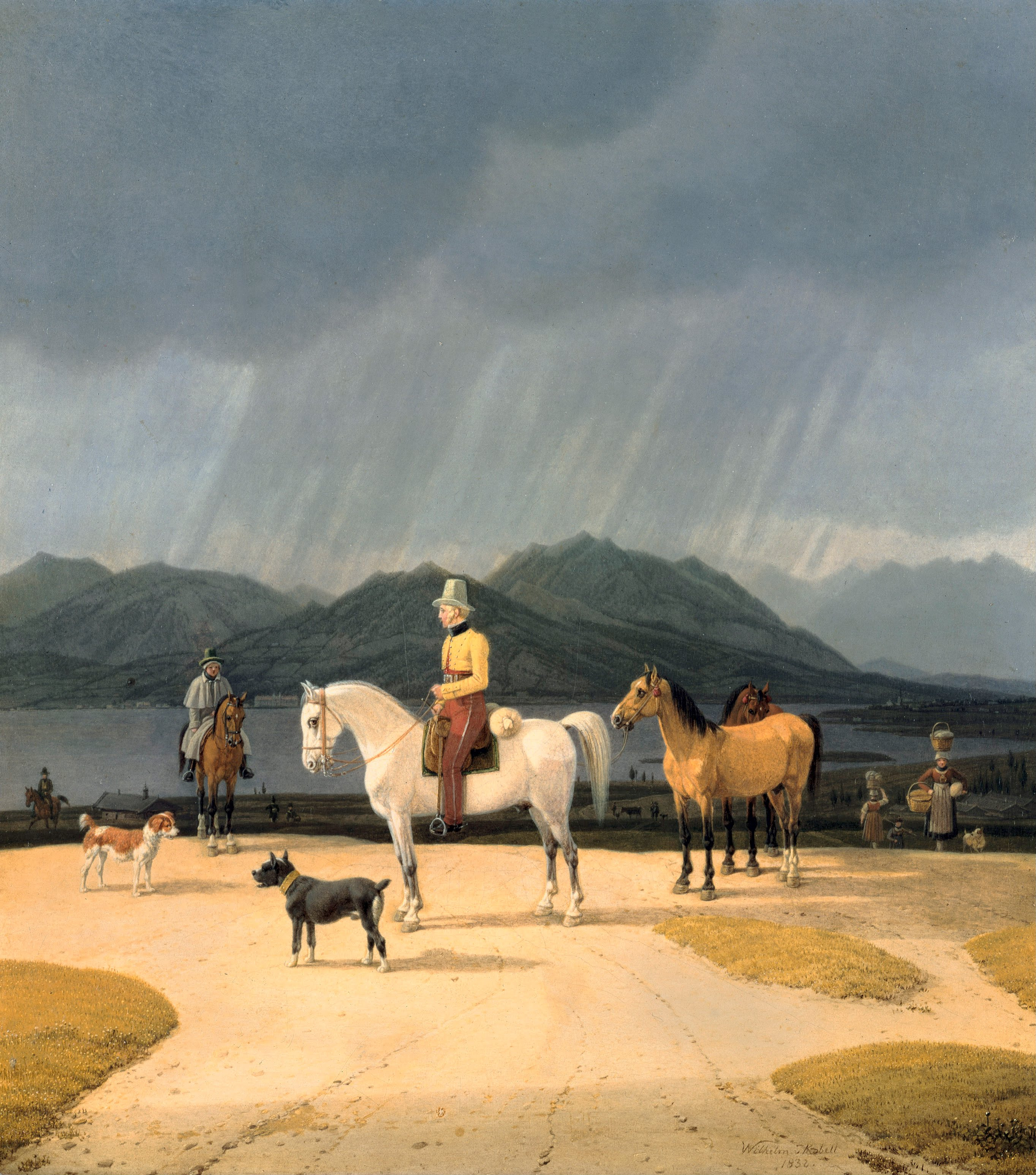
Reiter am Tegernsee (1832), Berlin.

### Schlachtenbilder

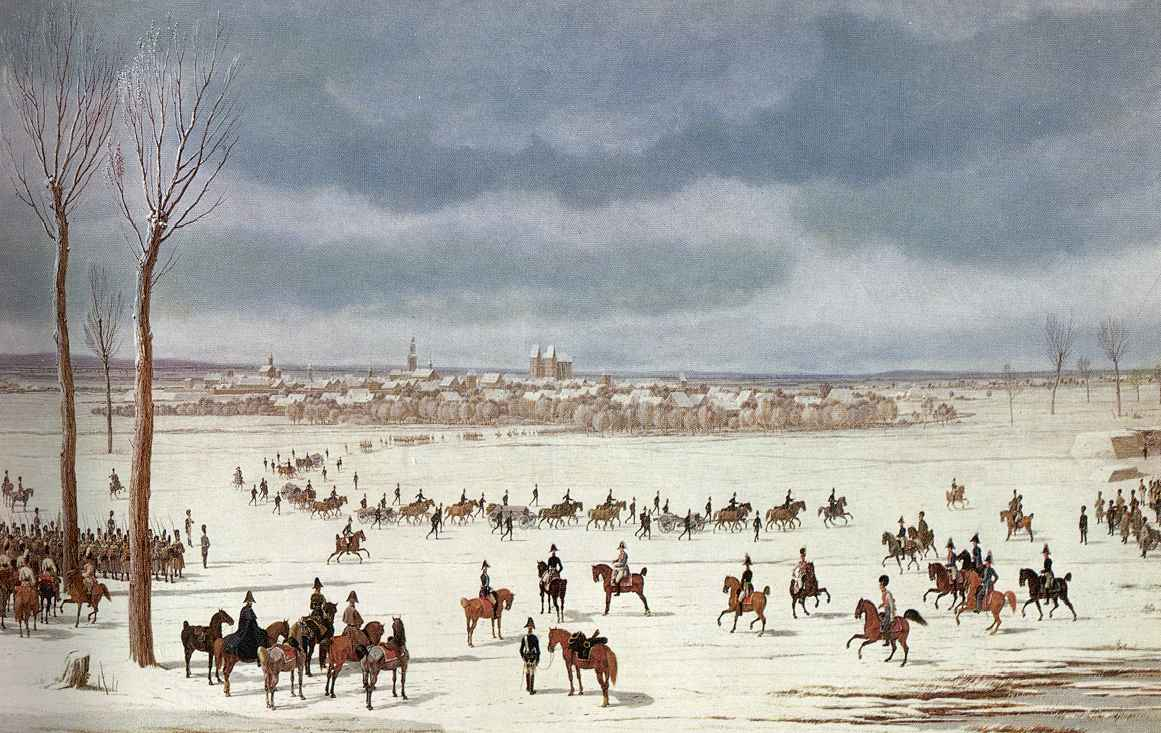
Eroberung von Brieg (Brzeg), 17. Januar 1807 (1810), München.
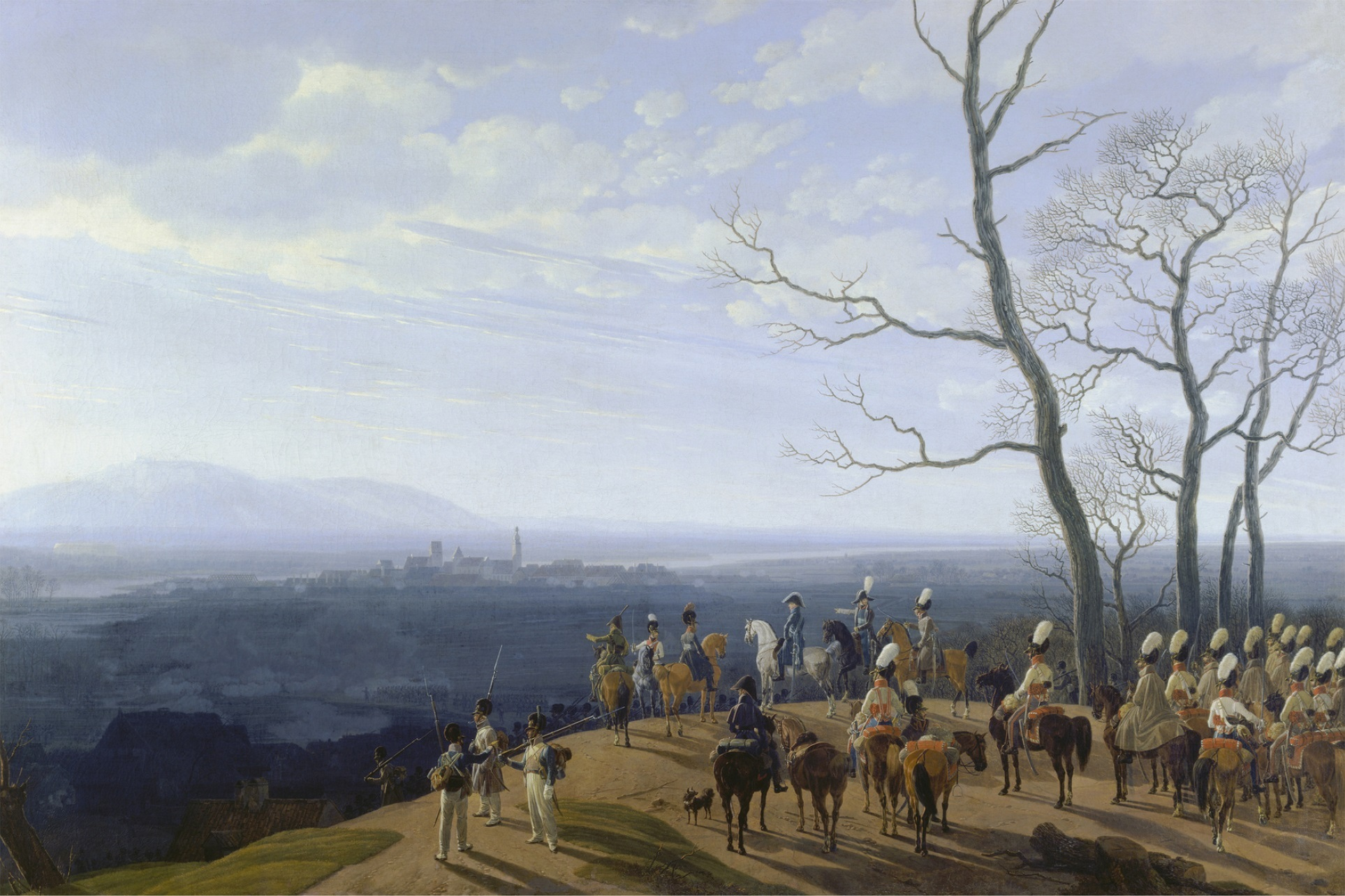
Die Belagerung von Cosel (Koźle), 15. März 1807 (1808), München.
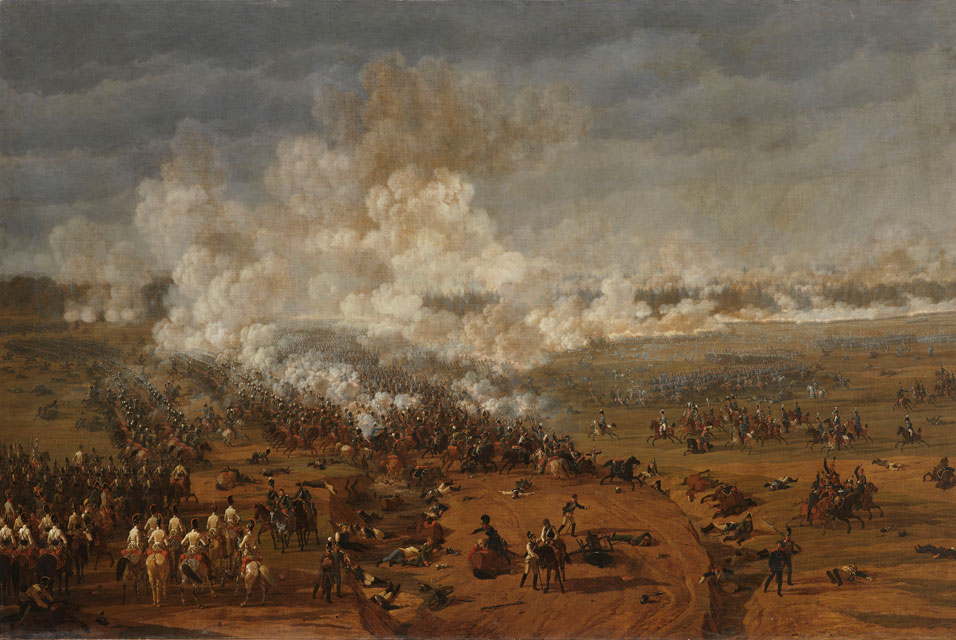
Reiterschlacht bei Hanau, 30. Oktober 1813 (1814), München.
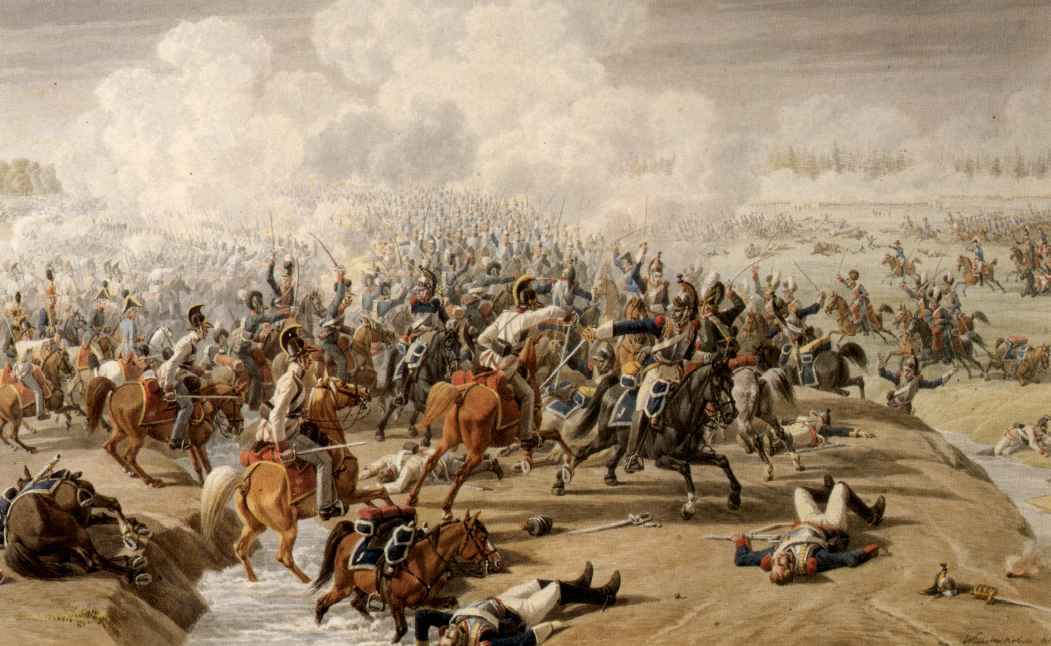
Schlacht bei Hanau, 30. Oktober 1813 (um 1814), Albertina (Wien).